# أمير أباد (كوثر)
أمير أباد هي قرية في مقاطعة كوثر، إيران. يقدر عدد سكانها بـ 60 نسمة بحسب إحصاء 2016.